# 蒋迪安
蒋迪安（1935年—），男，江苏南京人，中华人民共和国政治人物。曾任江苏省新闻出版局局长。新中国60年百名优秀出版人物。